# منى حناشي
منى حناشي هي لاعبة كرة قدم تونسية سابقة ومدربة حاليا. لعبت في مركز الدفاع ومثلت منتخب تونس للسيدات.

## مسيرتها الكروية
لعبت مُنى لصالح الجمعية الرياضية لبنك الإسكان في تونس.

## مسيرتها الدولية
شاركت مُنى مع منتخب تونس على المستوى الدولي، بما في ذلك الخسارة الودية 0–4 أمام الجزائر في 23 يونيو 2009.

### الأهداف الدولية
أهداف ونتائج منتخب تونس مُدرجة أولا
| #. | التاريخ       | المكان                          | الخصم | الهدف | النتيجة | المنافسة                              | مراجع |
| -- | ------------- | ------------------------------- | ----- | ----- | ------- | ------------------------------------- | ----- |
| 1  | 6 نوفمبر 2009 | ملعب المنزه، تونس العاصمة، تونس | مصر   | 3–0   | 6–2     | بطولة اتحاد شمال إفريقيا للسيدات 2009 |       |